# Torrgöl, Östergötland
Torrgöl är en sjö i Kinda kommun i Östergötland och ingår i Botorpsströmmens huvudavrinningsområde.